# 세리크 아흐메토프
세리크 니그메토비치 아흐메토프(카자흐어: Серік Нығметұлы Ахметов 세리크 느그메툴르 아흐메토프, 러시아어: Се́рик Ныгме́тович Ахме́тов, 1958년 6월 25일~)는 카자흐스탄의 정치인으로 2012년부터 2014년까지 총리를 지냈다.

## 논란
2015년 카자흐스탄 법원이 세리크 아흐메토프 전 총리에게 비리혐의로 징역 10년형을 선고했다. 법원은 전날 아흐메토프의 혐의가 인정된다며 이같이 선고했다.
검찰은 그가 총리 등 공직자 신분 당시 횡령 및 권력남용 등 6개 범죄를 저지르며 국고에서 약 10억 텡게(약 60억원)를 빼돌린 혐의를 적용해 징역 12년형을 구형했다.
세리크 아흐메토프 前 총리는 최후 변론에서 자신을 믿어준 대통령과 국민에 실망감을 안겨 죄송하다고 밝혔으나, 혐의에 대해서는 부인했다.